# Образцове
Образцове (рос. Образцовое)  — село Гіагінського району Адигеї Росії. Входить до складу Айрюмовського сільського поселення.

## Сучасність
У селі 2 вулиці. Населення —  366 осіб (2015 рік). Найближчі об'єкти соціальної інфраструктури розташовані в хуторі Прогрес.

## Географія
Площа території села становить — 0,93 км², на які припадають 0,70 % від загальної площі сільського поселення. Населений пункт розташований на Закубанській похилій рівнині, у перехідній від рівнинної в передгірську зону республіки. Середні висоти на території села становлять близько 130 метрів над рівнем моря. Рельєф місцевості є горбистою рівниною, що має загальний ухил з південного заходу на північний схід, з горбисто-курганними і горбистими височинами. Долини річок порізані балками і пониженнями.